# Апшинский сельсовет
Апшинский сельсовет — административно-территориальная единица и муниципальное образование со статусом сельского поселения в Буйнакском районе Дагестана Российской Федерации.
Административный центр — село Апши.

## История
Статус и границы сельского поселения установлены Законом Республики Дагестан от 13 января 2005 года № 6 «О статусе и границах муниципальных образований Республики Дагестан»

## Население
| 2002  | 2010  | 2012  | 2013  | 2014  | 2015  | 2016  |
| ----- | ----- | ----- | ----- | ----- | ----- | ----- |
| 1835  | ↗2316 | ↗2360 | ↗2385 | ↗2420 | ↗2451 | ↗2458 |
| 2017  | 2018  | 2019  | 2020  | 2021  | 2023  | 2024  |
| ↗2486 | ↗2489 | ↗2495 | ↗2512 | ↗2768 | ↗2806 | ↗2824 |
| 2025  |       |       |       |       |       |       |
| ↗2865 |       |       |       |       |       |       |

## Состав
| № | Населённый пункт | Тип населённого пункта       | Население |
| - | ---------------- | ---------------------------- | --------- |
| 1 | Апши             | село, административный центр | ↗2024     |
| 2 | Арыхкент         | село                         | ↗744      |